# Hochwürdens Ärger mit dem Paradies
Hochwürdens Ärger mit dem Paradies ist eine deutsch-österreichische Filmkomödie aus dem Jahr 1996. Der erstmals 1997 gezeigte Fernsehfilm ist die Fortsetzung des Films Hochwürden erbt das Paradies, und die Rollen des Dorfpfarrers von Maria Wörth, seiner Haushälterin Alma und der Paradieschefin Mitzi erscheinen erneut.

## Handlung
Doktor Seefellner ist Kinderarzt im Kinderspital Kitzbühel. Seine Verlobte ist die oft missmutige Luise Urban. Der Pfarrer von Maria Wörth holt sich unwillkürlich Dr. Hans Seefellner als Erben für das Schloss Hohenstein, dessen Großonkel sein Besitzer war. Auf diese Weise will der Pfarrer dieses Schloss vor dem Bürgermeister Max, der das Schloss bereits gründlich renovierte, retten, denn das Vorhaben des Bürgermeisters ist, dass er hier ein neues Bordell (Paradies) einziehen lassen will. Es findet ein juristischer Zwist zwischen dem Bürgermeister und dem Pfarrer wegen der Übernahme des Schlosses statt, der vorerst mit dem Sturz des Bürgermeisters in den Swimmingpool endet.
Bei der Rückreise des Pfarrers aus Slowenien, wo er 100 Flaschen Messwein einkaufte, mit dem Auto, das ihm der Bürgermeister lieh, wird er an der Grenze bei der Zollkontrolle aufgehalten. Im gleichen Moment begegnet ihm die junge Lisa Helwig, die auf Urlaub an der Adria war und bittet den Pfarrer, sie mitzunehmen. Der Zollbeamte kontrolliert die Messweinflaschen, verkostet den Wein und behält die eine Flasche. Unterwegs trifft er auf den anreisenden Dr. Seefellner. Die Begegnung mit den Autos entgeht knapp einem Unfall, wobei Hans bereits mit Lisa flirtet.
In Maria Wörth steigt Lisa frühzeitig aus, um dem Pfarrer ihren Wohnsitz im Paradiesclub vorzuenthalten. Nun verlieben sich vorerst im Geheimen Lisa und Hans, aber die Paradieschefin Mitzi unterstützt Lisas Verliebtheit sehr. Beim Gespräch mit dem Pfarrer, Hans und Luise versucht der Pfarrer Hans zu überreden, sein großes Erbe (Schloss Hohenstein) anzutreten, jedoch lehnt Hans es ab, worauf der Pfarrer die Vision einer eigenen Praxis und eines Waisenhauses hat. Auf diesen Vorschlag ist Hans zuerst nicht gut zu sprechen, doch Luise ist optimistisch.
Später lockt Lisa die Sekretärin des Standesamts Lizzi hinaus und gibt sich vor Hans als Sekretärin des Standesamtes aus, um seine Heirat mit Luise zu verzögern. Hans glaubt Lisa die Lüge und als Hans, Luise und die angebliche Sekretärin Lisa sich im Restaurant wegen des Trauungstermins treffen, beginnt Luises Eifersucht erst richtig. Nun steht Hans zwischen zwei Frauen. Aber Hans und die lebhaftere Lisa treffen sich öfters, essen zusammen und gehen aus. Zugleich ist die Sekretärin Lizzi in ihren Chef Dr. Löffler verliebt, der des Öfteren das Paradies besucht. Der Pfarrer stellt Lizzi zur Rede, dass sie mit ihm nichts anfangen soll, wobei der Pfarrer den Dr. Seefellner meint.
Dr. Löffler lehnt Lizzis Liebesantrag ab, was sie zur Enttäuschung bringt. Als Hans wieder das Standesamt betritt, findet er als Sekretärin Lizzi vor und erkennt Lisas Lüge. Dann gibt sie sich als Studentin der Informatik und Psychologie aus, wobei sie erneut lügt. Bei einem Liebestreffen werden Hans und Lisa vom Bürgermeister beobachtet, später folgt er Lisa ins Paradies. Max sagt dem Pfarrer, dass Hans eine vermeintliche Sexarbeiterin heiraten will, was sich aber nicht als richtig erweist.
Der Pfarrer betritt das Paradies und ertappt den Gemeindesekretär Wurzer darin. Ebenfalls treibt sich der Chef des Standesamtes Dr. Löffler im Paradies herum und macht einer Prostituierten einen Heiratsantrag. Der Bürgermeister sagt Hans, dass Lisa im Paradies arbeitet und fährt hin. Tatsächlich ertappt Hans Lisa mit einem Mann. Zugleich streitet Dr. Löffler mit seiner Prostituierten, worauf Löffler über die Stiege stürzt und ins Spital gebracht wird.
Hans erkennt Lisas neue Lüge, ist enttäuscht, geht zu Luise zurück und macht ihr einen Heiratsantrag. Doch Lisa ist im Paradies nur vorübergehend untergebracht. Die Hochzeit mit dem kranken Dr. Löffler als Standesbeamter wird vorbereitet, zu der auch Lisa kommt. Während der Trauung, die zwischen Luise und Hans geschlossen werden soll, lässt Hans, als er die weinende Lisa sieht, abblitzen. Am See schwimmt Lisa dem Schiff nach, mit dem Hans weggefahren ist und die beiden finden endgültig im Wasser zueinander. Nun findet eine glückliche Hochzeit von Lisa und Hans statt. Den Paradiesclub gibt Mitzi, die Lisas Tante ist, auf und wird Kinderbetreuerin im Schloss, wo Hans seine eigene Praxis eröffnet.

## Produktionsnotizen
Die Trauung von Lisa und Hans fand auf dem Marktplatz von Maria Wörth vor der Pfarrkirche statt, weil eine Drehgenehmigung in der Kirche verweigert worden war. Die Erstausstrahlung des Films erfolgte am 9. April 1997 im ORF.